# Santiago Ihuitlán Plumas
Santiago Ihuitlán Plumas (en chocho Ngi Xriña "Llano de plumas")es una localidad del estado mexicano de Oaxaca, cabecera del municipio de Santiago Ihuitlán Plumas. Está situado en el noroeste del estado de Oaxaca en la región de la Mixteca Alta.  La superficie total del municipio es de 137.79 km² y la superficie del municipio en relación con el estado es del 0.14%. Tiene una altitud de aproximadamente 2,120 metros sobre el nivel del mar.  

## Localización
Santiago Ihuitlán Plumas se localiza en la parte noreste del estado de Oaxaca, en las coordenadas 97°26' longitud oeste, 17°51' latitud norte y a una altitud de 2120 metros sobre el nivel del mar.
Limita al norte con el estado de Puebla y Concepción Buena Vista; al sur con San Francisco Teopam, Tlacotepec Plumas, San Mateo Tlapiltepec y Santiago Tepetlapa; al oriente con Concepción Buenavista, Tepelmeme Villa de Morelos y San Miguel Tequixtepec; al poniente con Santa Catarina Zopoquila, Asunción Cuyotepeji y Santa María Camotlán.
Su distancia aproximada a la capital del estado es de 181 kilómetros.

## Historia
La época de su fundación es muy antigua y se ha perdido por el transcurso del tiempo. La tradición asegura que antiguamente existió en la cima llamada Tlacotepec, que es un cerro bastante alto y situado al poniente del pueblo, donde se encuentran aún vestigios de casas y el templo. Por la mala situación, la carencia de agua y otros inconvenientes, tales como el de ser accesibles por una sola entrada se tomó la resolución de situarse donde hoy se encuentra, aumentando de tal modo su población, que su censo llegó a ser de grande importancia.
Dividido en dos barrios llamados Tlacotepec e Ihuitlan, el pensamiento fue unir el primitivo con el posterior nombre que se tomaba por los lugares, porque uno significa cerro partido que en realidad lo es, el otro significa lugar de plumas, pues al presente aún se encuentran en una loma situada a 300 metros de la plaza. Hay una tradición que durante la Monarquía azteca, el tributo para su Señor por lo que toca al pueblo era en parte cierta cantidad de plumas de varios colores.
Posteriormente se edificó un templo para formar el pueblo y cuando el cacique Salazar de Mendoza o sus descendientes vendieron los terrenos del monte que les perteneció, los particulares del antes barrio de Tlacotepec se signaron como postores a la venta que se hacían y tendiendo a reducir sus productos a renta de la comunidad de dicho pueblo, la comunidad no admitió semejante convención, por lo que se dio la segregación de ambos barrios, para erigirse en distintas comunidades políticas.
Esa es la versión del pueblo de Tlacotepec, sin embargo el pueblo de Ihuitlan lo niega categóricamente argumentando que el pueblo de Tlacotepec bajó de la cima de su cerro y pidieron permiso para asentarse junto a Ihuitlan, el cual accedió. De lo que se arrepentiría años más tarde ya que Tlacotepec quiso despojar de sus tierras a Ihuitlan.
Tristemente el daño ya estaba hecho Tlacotepec se quedó con tierras que le pertenecieron originalmente a Ihuitlan y como límite territorial quedó una calle, algo curioso para el visitante.
Actualmente es fácil reconocer que el pueblo de Santiago Ihuitlan es un pueblo milenario en comparación de Tlacotepec que apenas lleva unos 100 años de ser reconocido como municipio.